# I kto tu rządzi?
I kto tu rządzi? - polski sitcom oparty na amerykańskim formacie Who’s the Boss?, emitowany w telewizji Polsat od 5 kwietnia 2007 do 21 grudnia 2008.

## Emisja
Każdy sezon składał się z 13 odcinków. Rozpoczynały się wiosną lub jesienią.
| Lp. | Nazwa sezonu | Premiera serii      | Finał serii     | Godziny emitowania               | Odcinki |
| --- | ------------ | ------------------- | --------------- | -------------------------------- | ------- |
| I   | Wiosna 2007  | 5 kwietnia 2007     | 24 maja 2007    | W czwartki o godz. 20:00 i 20:30 | 1-13    |
| II  | Jesień 2007  | 3 października 2007 | 19 grudnia 2007 | W środy o godz. 20:00            | 14-26   |
| III | Wiosna 2008  | 5 marca 2008        | 4 czerwca 2008  | W środy o godz. 20:00            | 27-39   |
| IV  | Jesień 2008  | 5 października 2008 | 21 grudnia 2008 | W niedziele o godz. 14:45        | 40-52   |

## Postacie

### Postacie główne
- Tomasz Czajka to postać grana przez Bogusława Lindę. Tomek był odnoszącym sukcesy skrzydłowym pierwszoligowego klubu, lecz został zwolniony z powodu kontuzji. Wkrótce po tym zmarła jego żona, zostawiając mu pod opieką nastoletnią córkę. Biorąc pod uwagę jej dobro postanawia wyprowadzić się z Pragi i zamieszkać w Konstancinie, podwarszawskiej miejscowości, gdzie Marta miałaby szansę na dobrą szkołę, lepsze sąsiedztwo i bardziej odpowiednie towarzystwo. Aby marzenie się spełniło, Tomek musi znaleźć pracę i mieszkanie.
- Agata Batycka (właśc. Agata Anna Maria Ewelina Batycka z d. Zamojska) to postać grana przez Małgorzatę Foremniak. Agata to piękna i zamożna rozwódka. Ma przed sobą dobrze zapowiadającą się karierę w agencji reklamowej. Ma duże powodzenie u mężczyzn. Coraz częściej uświadamia sobie, że nie potrafi pogodzić pracy z zajmowaniem się domem i synem. Agata postanawia przyjąć pomoc domową. W dzieciństwie była nazywana „Majką”. W odcinkach 49 i 50 Agata traci pracę i otwiera własną agencję reklamową.
- Barbara Zamojska to postać matki Agaty grana przez Elżbietę Słobodę. To ona zatrudnia Tomka jako gosposię Agaty. Studiuje psychologię. Bardzo energiczna kobieta. Kiedy Agata była dzieckiem, Basia miała romans z Januszem Brykiem. Wymieniała kompleksy córki.
- Kamil Batycki to postać syna Agaty, grana przez Michała Boczkowskiego. Jest to inteligentny i pyskaty dziesięcioletni chłopak. Zawsze ma swoje zdanie i potrafi je przekazać. Potrzebuje uwagi matki oraz męskiej ręki.
- Marta Czajka to postać córki Tomka grana przez Gabrielę Pietruchę. Jest to trzynastoletnia dziewczyna interesująca się piłką nożną. Potrafi sama się obronić i zadbać o siebie. Potrzebuje lepszego towarzystwa i nauki w renomowanej szkole.

### Postacie z pojedynczych odcinków

#### Znajomi Agaty
- Michał – postać grana przez Jakuba Szylińskiego. To znajomy Agaty, umawia się z nią na randkę, na którą przychodzi spóźniony, bo na Okęciu jest mgła i nie może przylecieć. Pojawia się w 3. odcinku Kolacja dla dwojga.
- Fretka Skarżycka – postać grana przez Katarzynę Żak. Jest to koleżanka Agaty ze szkoły. Pojawia się w odcinku 4. Zjazd.
- Darek Zawadzki – postać grana przez Jakuba Przebindowskiego. Darek stara się o pracę w agencji Agaty, omyłkowo bierze ją za sekretarkę Renię. Pojawia się w odcinku 6. Randka z nieznajomą.
- Jacek Borczak – postać grana przez Piotra Zelta. Pojawia się w odcinku 10. Piłkarski trójkąt.
- Olga Gawrońska – przyjaciółka Agaty, porzucona przez męża który uciekł ze służącą Nataszą. Olga jest piękną kobietą. Widzimy ją w odcinku 44 o tytule Kobieta spełniona.

#### Współpracownicy Agaty
- Karol Osiński – postać grana przez Dariusza Jakubowskiego. Nie lubi Agaty, a ona nie lubi jego. Pojawia się w odcinku 6. Randka z nieznajomą oraz 11. Sypiając z szefem.
- Renia – postać grana przez Martę Malinowską. Jest to sekretarka Agaty. Pojawia się w odcinku 6. Randka z nieznajomą oraz w 11. Sypiając z szefem.
- Henryk – postać grana przez Kamila Dąbrowskiego. Pokłócił się z Tomkiem. Pojawia się w odcinku 8. Drażliwa sprawa.
- Kawiński – postać grana przez Jerzego Gorzkę. Nowy dyrektor Agaty. Zagorzały kibic. Pojawia się w odcinku 11. Sypiając z szefem.

#### Znajomi Tomka
- Ania – postać grana przez Agnieszkę Korzeniowską. Zaprasza Tomka na kolację... połączoną ze śniadaniem. Okazuje się, że wykłada psychologię na uniwersytecie, na którym studiuje Barbara. Pojawia się w 2. odcinku Bliskie spotkanie trzeciego stopnia.
- Kinga – pojawia się w 3. odcinku Kolacja dla dwojga. Tomek zaprasza ją na randkę do domu Agaty. Niestety okazuje się, że musi ją przełożyć na późniejszą godzinę.
- Gabi Wiadomska – postać grana przez Magdalenę Rembacz. Pojawia się w odcinku 6. Randka z nieznajomą.

#### Znajomi zPragi
- Walczakowa – postać grana przez Magdalenę Celównę. Jest to była sąsiadka Tomka i Marty. Słynie z przepysznych pierogów. Pojawia się w kilku odcinkach.
- Tereska – postać grana przez Sonię Bohosiewicz. Jest to kelnerka w barze „tylko dla wybranych”. Wdaje się w bójkę z Agatą. Pojawia się w odcinku 5. Ten pierwszy raz.

#### Znajomi Barbary
- Andrzej – postać grana przez Jacka Bursztynowicza. Znajomy Barbary ze studiów, jej rówieśnik. Pojawia się w odcinku 7. Kto pstryknął babcię Basię.
- Max – postać grana przez Łukasza Wieczorka. Chłopak Barbary, młodszy od niej o ok. 25 lat. Pojawia się w odcinku 7. Kto pstryknął babcię Basię.
- Julka – postać grana przez Annę Jaworską. Znajoma Barbary ze studiów, dużo od niej młodsza. Pojawia się w odcinku 7. Kto pstryknął babcię Basię.

#### Pozostali
- Kelner na weselu – postać grana przez Piotra Rzymyszkiewicza. Pojawia się w 47. odcinku Czyżby ślub?.
- Kelner Robert – postać grana przez Sławomira Orzechowskiego. Pojawia się w 3. odcinku Kolacja dla dwojga.
- Irena – postać grana przez Beatę Buczek-Żarnecką. Jest to matka Maxa, chłopaka Barbary. Pojawia się w odcinku 7. Kto pstryknął babcię Basię.
- Jurek – postać grana przez Edwarda Sochę. Jest to ojciec Maxa, chłopaka Barbary. Pojawia się w odcinku 7. Kto pstryknął babcię Basię.
- Kapela Praska – pojawia się w odcinku 7. Kto pstryknął babcię Basię, w składzie:
  - Jerzy Bołaszewski (wokal)
  - Andrzej Bujski (wokal, banjo, gitara)
  - Robert Piasecki (akordeon)
- Reżyser Jerry – postać grana przez Cezarego Domagałę. Pojawia się w odcinku 8. Drażliwa sprawa.
- Stefan Raczyński – postać grana przez Cezarego Poksa. Nadzoruje produkcję reklamy kosmetyku dla mężczyzn. Pojawia się w odcinku 8. Drażliwa sprawa.
- Joanna Kawińska – postać grana przez Katarzynę Trzcińską. Żona nowego dyrektora Agaty. Pojawia się w odcinku 11. Sypiając z szefem.
- Zygmunt – postać grana przez Krzysztofa Zakrzewskiego. Pojawia się w odcinku 11. Sypiając z szefem.
- Olga Kamińska – postać grana przez Aldonę Orman. Sąsiadka Agaty. Pojawia się w odcinku 12. Czerwony smok.
- Natasza – postać grana przez Barbarę Kurdej. Sprzątaczka Kalińskiej. Pojawia się w odcinku 12. Czerwony smok.
- Zdzich – postać grana przez Grzegorza Kulikowskiego. Znajomy Tomka, zajmuje się remontami. Pojawia się w odcinku 14. Pod jednym dachem.
- Syn Zdzicha – postać grana przez Andrzeja Korkuza. Pomaga ojcu przy remontach. Pojawia się w odcinku 14. Pod jednym dachem.
- Alfred – postać grana przez Lecha Dyblika. Sztywny kamerdyner Generałowej. Pojawia się w odcinku 16. Mąż i wąż.
- Generałowa – postać grana przez Eugenię Herman. Tomek starał się o pracę u niej jako pokojówka. Generałowa przyjmuje go na posadę majordomusa. Pojawia się w odcinku 16. Mąż i wąż.
- Patrycja Oczko – postać grana przez Natalię Szygułę. Pojawia się w odcinku 17. Z kamerą wśród zwierząt.
- doktor Karpowicz – postać grana przez Aleksandra Trąbczyńskiego.
- starszy menedżer działu warzywnego w supermarkecie – postać grana przez Karola Stępkowskiego.
- Grzesiek – postać grana przez Szymona Kuśmidra, pojawia się w odcinku 22.
- Ewa Marchwińska – postać grana przez Magdalenę Kacprzak, pojawia się w odcinku 18.
- mieszkaniec Pragi – postać grana przez Lecha Sołubę, pojawia się w odcinku 1.
- Sierściuch – pies rasy border collie, mieszka w domu głównych bohaterów.
- Maria Solipska – Postać grana przez Martynę Kliszewską.
- Michał Batycki –  były mąż Agaty, grany przez Jacka Kawalca.

## Fabuła
Piłkarz pierwszoligowego klubu, Tomek Czajka (Bogusław Linda) zostaje zwolniony z powodu kontuzji. Wkrótce na ciężką chorobę umiera jego żona. Chcąc zapewnić godny byt swojej córce, Marcie (Gabriela Pietrucha) zaczyna szukać pracy. Znalazł ją dzięki Barbarze, matce znanej bizneswoman Agaty Batyckiej (Małgorzata Foremniak). Wkrótce został gospodynią domową. W tej roli zaczyna radzić sobie coraz lepiej. Okazuje się, że szybko nawiązuje dobry kontakt ze swoją szefową.

## Oglądalność
Wyemitowane cztery pierwsze odcinki drugiego sezonu oglądało średnio 2,06 mln osób dla porównania pierwszą serię obejrzało średnio 2,99 mln osób. Poniżej przedstawiono popularność odcinków z III sezonu, którego średnia popularność wynosiła ok. 1,80 mln osób.